# Leichtathletik-Weltmeisterschaften 2003/1500 m der Frauen

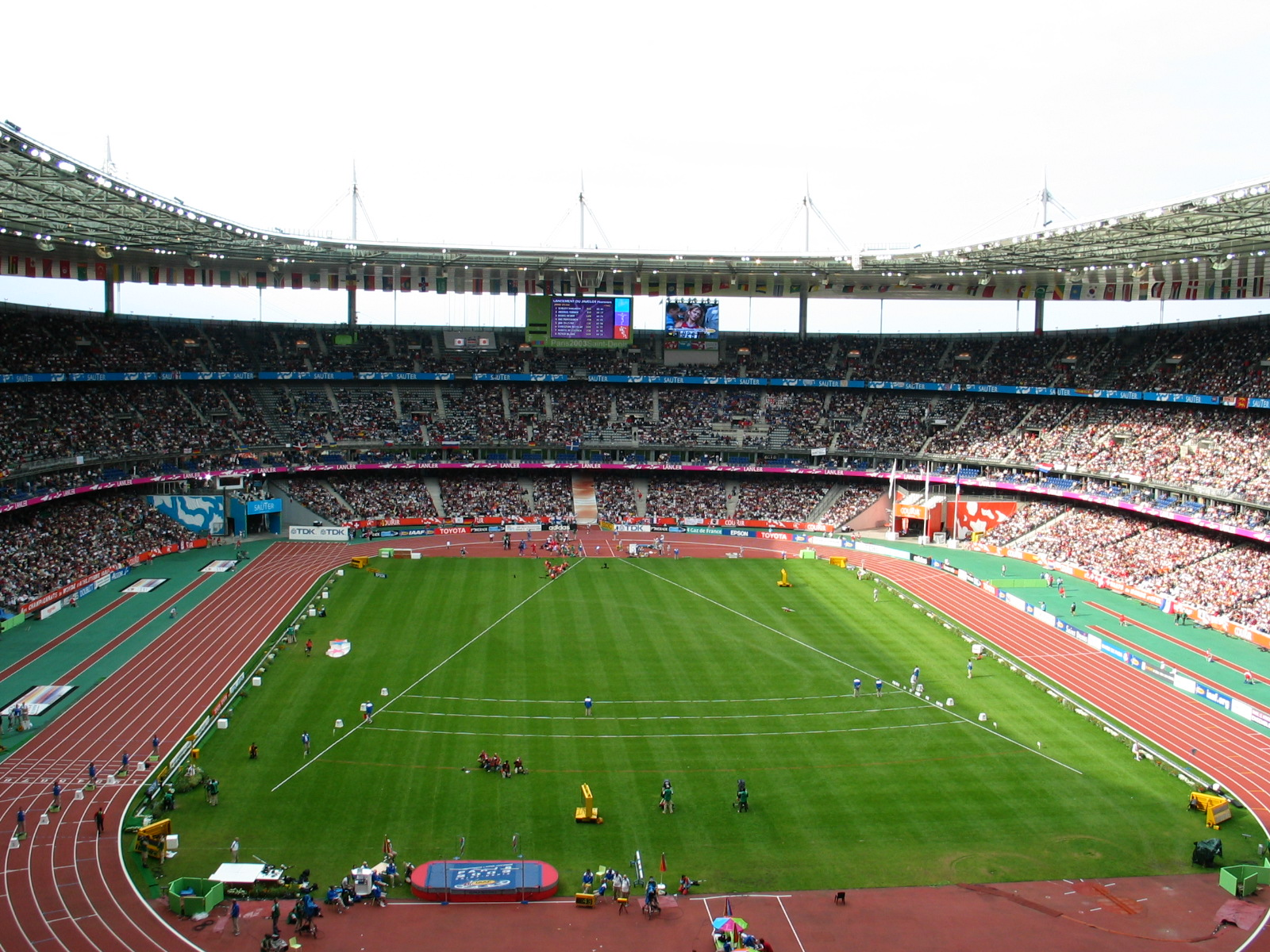
Stade de France in Paris/Saint-Denis am Schlusstag der Leichtathletik-Weltmeisterschaften

Der 1500-Meter-Lauf der Frauen bei den Leichtathletik-Weltmeisterschaften 2003 wurde vom 27. bis 31. August 2003 im Stade de France der französischen Stadt Saint-Denis unmittelbar bei Paris ausgetragen.
Weltmeisterin wurde die Russin Tatjana Tomaschowa. Sie gewann vor der amtierenden Europameisterin Süreyya Ayhan aus der Türkei. Bronze ging an die Britin Hayley Tullett.

## Rekorde

### Bestehende Rekorde
| Weltrekord | 3:50,46 min | Qu Yunxia         | Peking, Volksrepublik China | 11. September 1993 |
| WM-Rekord  | 3:58,56 min | Tetjana Samolenko | WM 1987 in Rom, Italien     | 5. September 1987  |

Die russische Weltmeisterin Tatjana Tomaschowa verbesserte den bestehenden WM-Rekord im Finale am 31. August um vier Hundertstelsekunden auf 3:58,52 min.
Darüber hinaus gab es einen Landesrekord:

5:10,16 – Roda Ali Waiss (Dschibuti), 1. Vorlauf am 27. August

## Doping
Die im Halbfinale ausgeschiedene US-Amerikanerin Regina Jacobs wurde wegen eines positiven Tests auf das verbotene Mittel Tetrahydrogestrinon (THG) disqualifiziert.
Benachteiligt wurde dadurch eine Läuferin:

Die Äthiopierin Meskerem Legesse wäre über die Zeitregel im Halbfinale startberechtigt gewesen.

## Vorrunde
Die Vorrunde wurde in drei Läufen durchgeführt. Die ersten sechs Athletinnen pro Lauf – hellblau unterlegt – sowie die darüber hinaus sechs zeitschnellsten Läuferinnen – hellgrün unterlegt – qualifizierten sich für das Halbfinale.

### Vorlauf 1

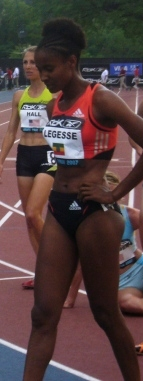
Meskerem Legesse hätte im Halbfinale eigentlich starten dürfen, musste jedoch wegen Regina Jacobs dopingbedingter Disqualifikation, die erst später erfolgte, zuschauen

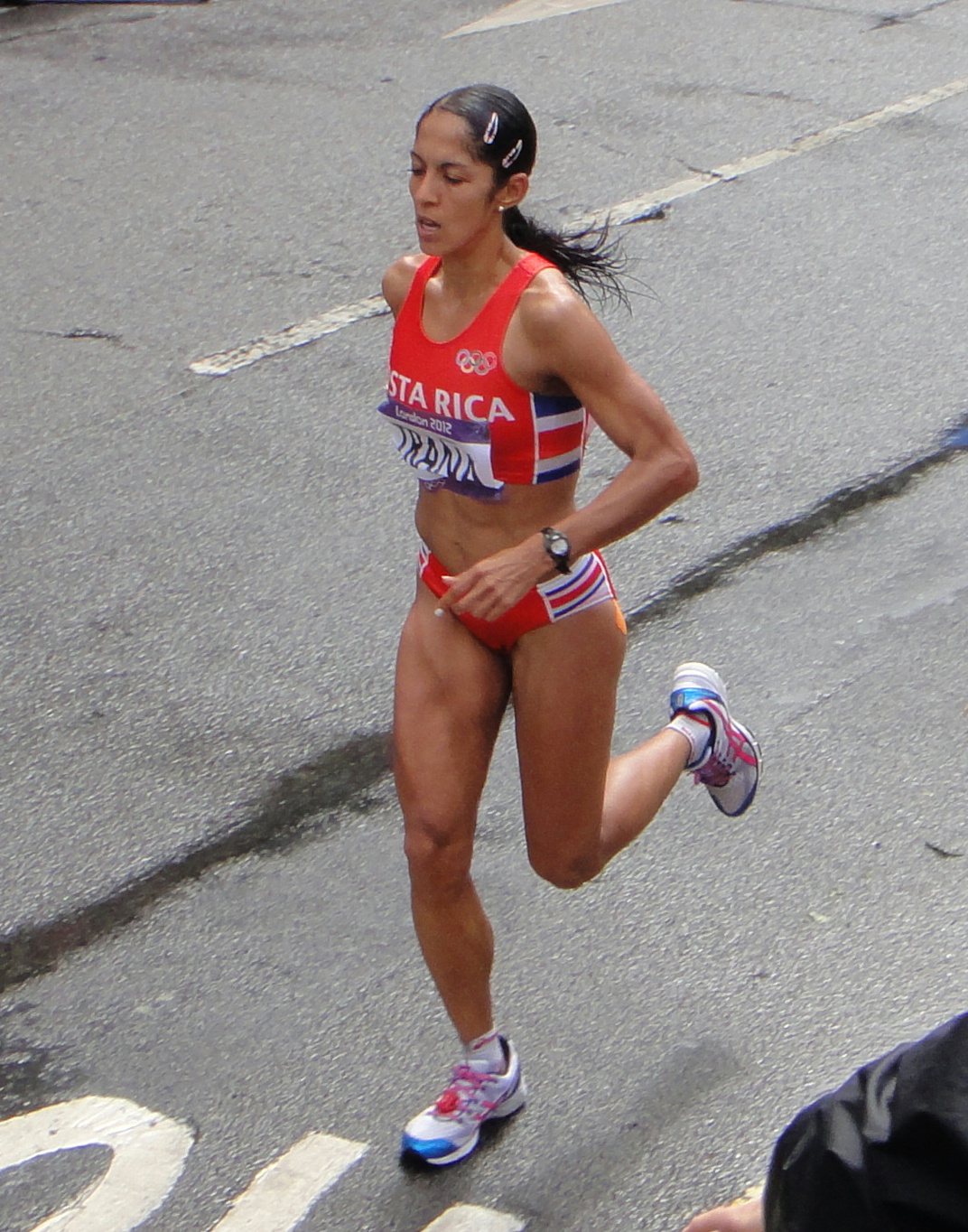
Gabriela Traña erreichte als Neunte ihres Vorlaufs nicht die nächste Runde

27. August 2003, 21:15 Uhr
| Platz | Name                 | Nation         | Zeit (min)                                         |
| ----- | -------------------- | -------------- | -------------------------------------------------- |
| 1     | Süreyya Ayhan        | Türkei         | 4:08,12                                            |
| 2     | Joanne Pavey         | Großbritannien | 4:08,60                                            |
| 3     | Jelena Sadoroschnaja | Russland       | 4:08,93                                            |
| 4     | Nuria Fernández      | Spanien        | 4:09,07                                            |
| 5     | Iryna Lischtschynska | Ukraine        | 4:09,48                                            |
| 6     | Naomi Mugo           | Kenia          | 4:11,95                                            |
| 7     | Mardrea Hyman        | Jamaika        | 4:14,17                                            |
| 8     | Meskerem Legesse     | Äthiopien      | 4:16,38 eigentlich für das Halbfinale qualifiziert |
| 9     | Gabriela Traña       | Costa Rica     | 4:32,58                                            |
| 10    | Roda Ali Waiss       | Dschibuti      | 5:10,16 NR                                         |
| DOP   | Regina Jacobs        | USA            | für das Halbfinale zugelassen                      |

### Vorlauf 2

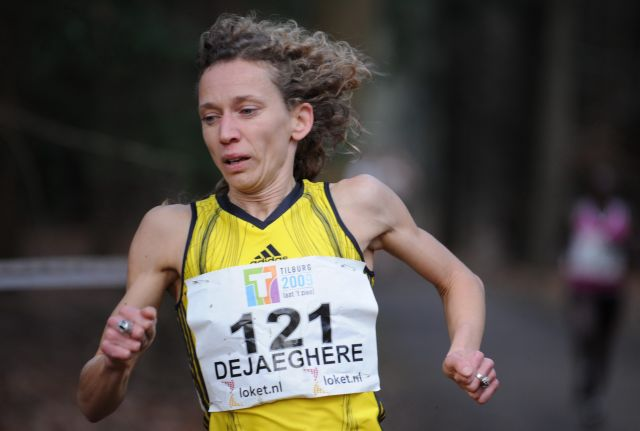
Als Neunte des zweiten Vorlaufs schied Veerle Dejaeghere mit deutlichem Rückstand aus

27. August 2003, 21:23 Uhr
| Platz | Name               | Nation         | Zeit (min) |
| ----- | ------------------ | -------------- | ---------- |
| 1     | Maria Cioncan      | Rumänien       | 4:10,16    |
| 2     | Hayley Tullett     | Großbritannien | 4:10,53    |
| 3     | Tatjana Tomaschowa | Russland       | 4:10,95    |
| 4     | Alessja Turawa     | Belarus        | 4:11,26    |
| 5     | Jolanda Čeplak     | Slowenien      | 4:11,26    |
| 6     | Jackline Maranga   | Kenia          | 4:11,38    |
| 7     | Adoración García   | Spanien        | 4:11,84    |
| 8     | Judit Varga        | Ungarn         | 4:11,69    |
| 9     | Veerle Dejaeghere  | Belgien        | 4:18,08    |
| 10    | Rosa Saul          | Angola         | 4:20,99    |

### Vorlauf 3
27. August 2003, 21:31 Uhr
| Platz | Name                 | Nation         | Zeit (min) |
| ----- | -------------------- | -------------- | ---------- |
| 1     | Maria Martins        | Frankreich     | 4:12,53    |
| 2     | Jekaterina Rosenberg | Russland       | 4:12,54    |
| 3     | Nelya Neporadna      | Ukraine        | 4:12,71    |
| 4     | Alina Cucerzan       | Rumänien       | 4:12,79    |
| 5     | Daniela Jordanowa    | Bulgarien      | 4:12,98    |
| 6     | Kutre Dulecha        | Äthiopien      | 4:13,01    |
| 7     | Carla Sacramento     | Portugal       | 4:13,70    |
| 8     | Natalia Rodríguez    | Spanien        | 4:14,08    |
| 9     | Daniela Kuleska      | Mazedonien     | 4:29,65    |
| DNS   | Kelly Holmes         | Großbritannien |            |
| DNS   | Hasna Benhassi       | Marokko        |            |

## Halbfinale
In den beiden Halbfinalläufen qualifizierten sich die jeweils ersten fünf Athletinnen – hellblau unterlegt – sowie die darüber hinaus zwei zeitschnellsten Läuferinnen – hellgrün unterlegt – für das Finale.

### Halbfinallauf 1

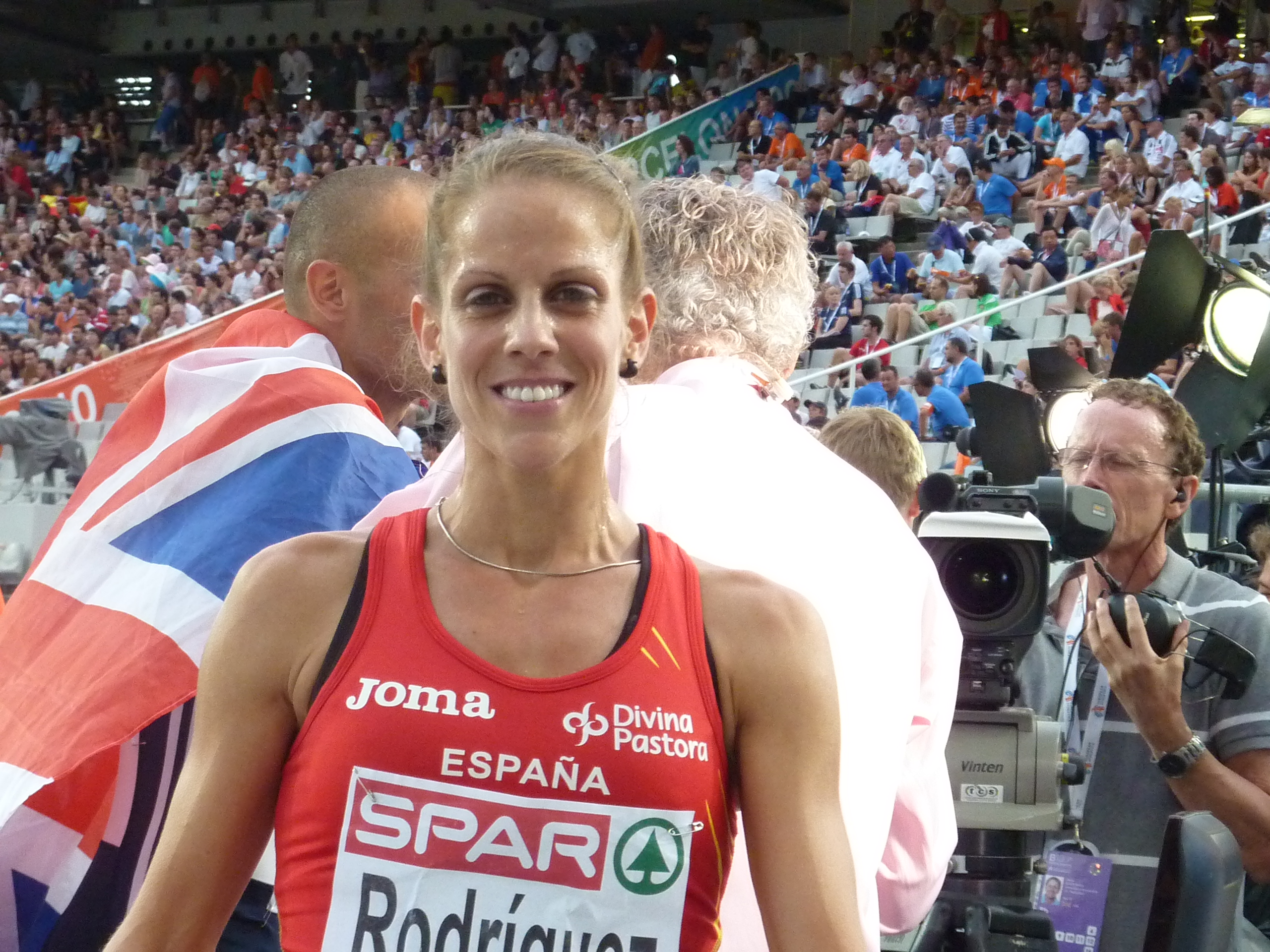
Natalia Rodríguez – ihr elfter Platz im ersten Halbfinale reichte nicht zur Finalteilnahme

29. August 2003, 21:35 Uhr
| Platz | Name              | Nation         | Zeit (min) |
| ----- | ----------------- | -------------- | ---------- |
| 1     | Maria Cioncan     | Rumänien       | 4:03,40    |
| 2     | Süreyya Ayhan     | Türkei         | 4:03,60    |
| 3     | Joanne Pavey      | Großbritannien | 4:03,78    |
| 4     | Hayley Tullett    | Großbritannien | 4:03,85    |
| 5     | Nelya Neporadna   | Ukraine        | 4:04,24    |
| 6     | Naomi Mugo        | Kenia          | 4:04,54    |
| 7     | Daniela Jordanowa | Bulgarien      | 4:04,83    |
| 8     | Judit Varga       | Ungarn         | 4:06,64    |
| 9     | Kutre Dulecha     | Äthiopien      | 4:06,66    |
| 10    | Maria Martins     | Frankreich     | 4:08,30    |
| 11    | Natalia Rodríguez | Spanien        | 4:08,80    |
| 12    | Mardrea Hyman     | Jamaika        | 4:13,95    |

### Halbfinallauf 2

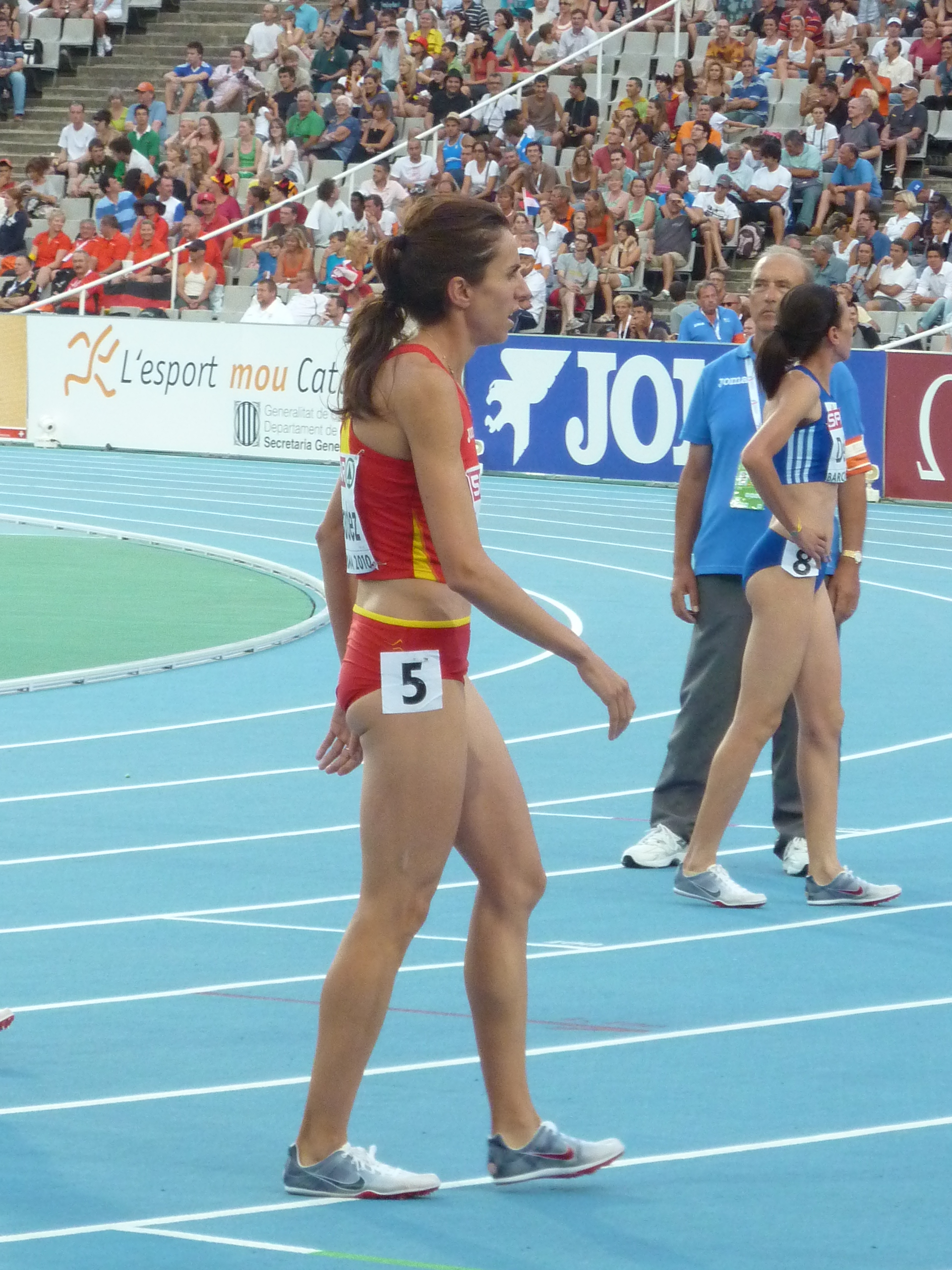
Nuria Fernández erreichte das Halbfinale und scheiterte dort als Siebte ihres Rennens
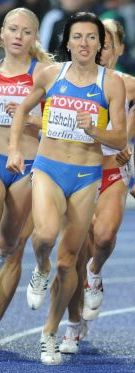
Für Iryna Lischtschynska reichte es mit ihrem neunten Rang im zweiten Halbfinale nicht in den Endlauf

29. August 2003, 21:43 Uhr
| Platz | Name                 | Nation    | Zeit (min) |
| ----- | -------------------- | --------- | ---------- |
| 1     | Tatjana Tomaschowa   | Russland  | 4:05,38    |
| 2     | Jekaterina Rosenberg | Russland  | 4:05,51    |
| 3     | Jackline Maranga     | Kenia     | 4:05,63    |
| 4     | Jolanda Čeplak       | Slowenien | 4:05,84    |
| 5     | Jelena Sadoroschnaja | Russland  | 4:05,86    |
| 6     | Alessja Turawa       | Belarus   | 4:07,26    |
| 7     | Nuria Fernández      | Spanien   | 4:09,69    |
| 8     | Alina Cucerzan       | Rumänien  | 4:11,99    |
| 9     | Iryna Lischtschynska | Ukraine   | 4:12,01    |
| 10    | Carla Sacramento     | Portugal  | 4:13,14    |
| 11    | Adoración García     | Spanien   | 4:16,28    |
| DOP   | Regina Jacobs        | USA       |            |

## Finale

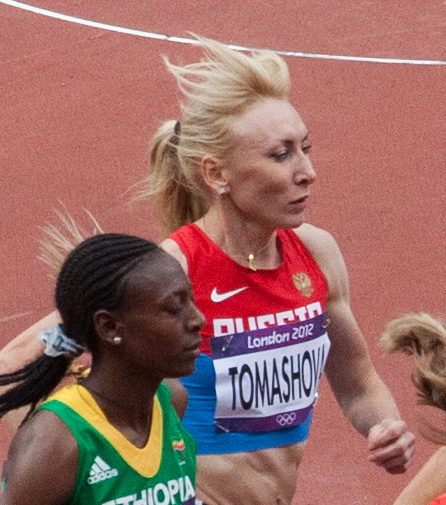
Weltmeisterin Tatjana Tomaschowa

31. August 2003, 18:20 Uhr
| Platz | Name                 | Nation         | Zeit (min) |
| ----- | -------------------- | -------------- | ---------- |
| 1     | Tatjana Tomaschowa   | Russland       | 3:58,52 CR |
| 2     | Süreyya Ayhan        | Türkei         | 3:59,04    |
| 3     | Hayley Tullett       | Großbritannien | 3:59,95    |
| 4     | Jekaterina Rosenberg | Russland       | 4:00,59    |
| 5     | Jackline Maranga     | Kenia          | 4:01,64    |
| 6     | Naomi Mugo           | Kenia          | 4:02,33    |
| 7     | Daniela Jordanowa    | Bulgarien      | 4:02,34    |
| 8     | Jelena Sadoroschnaja | Russland       | 4:02,46    |
| 9     | Maria Cioncan        | Rumänien       | 4:02,80    |
| 10    | Joanne Pavey         | Großbritannien | 4:03,03    |
| 11    | Nelya Neporadna      | Ukraine        | 4:04,44    |
| 12    | Jolanda Čeplak       | Slowenien      | 4:14,18    |

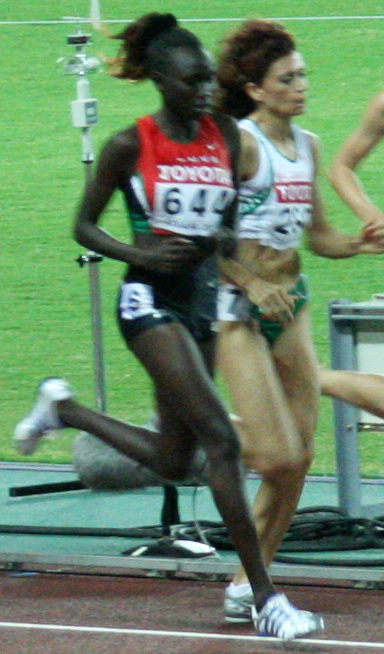
Daniela Jordanowa (links) kam auf den siebten Platz
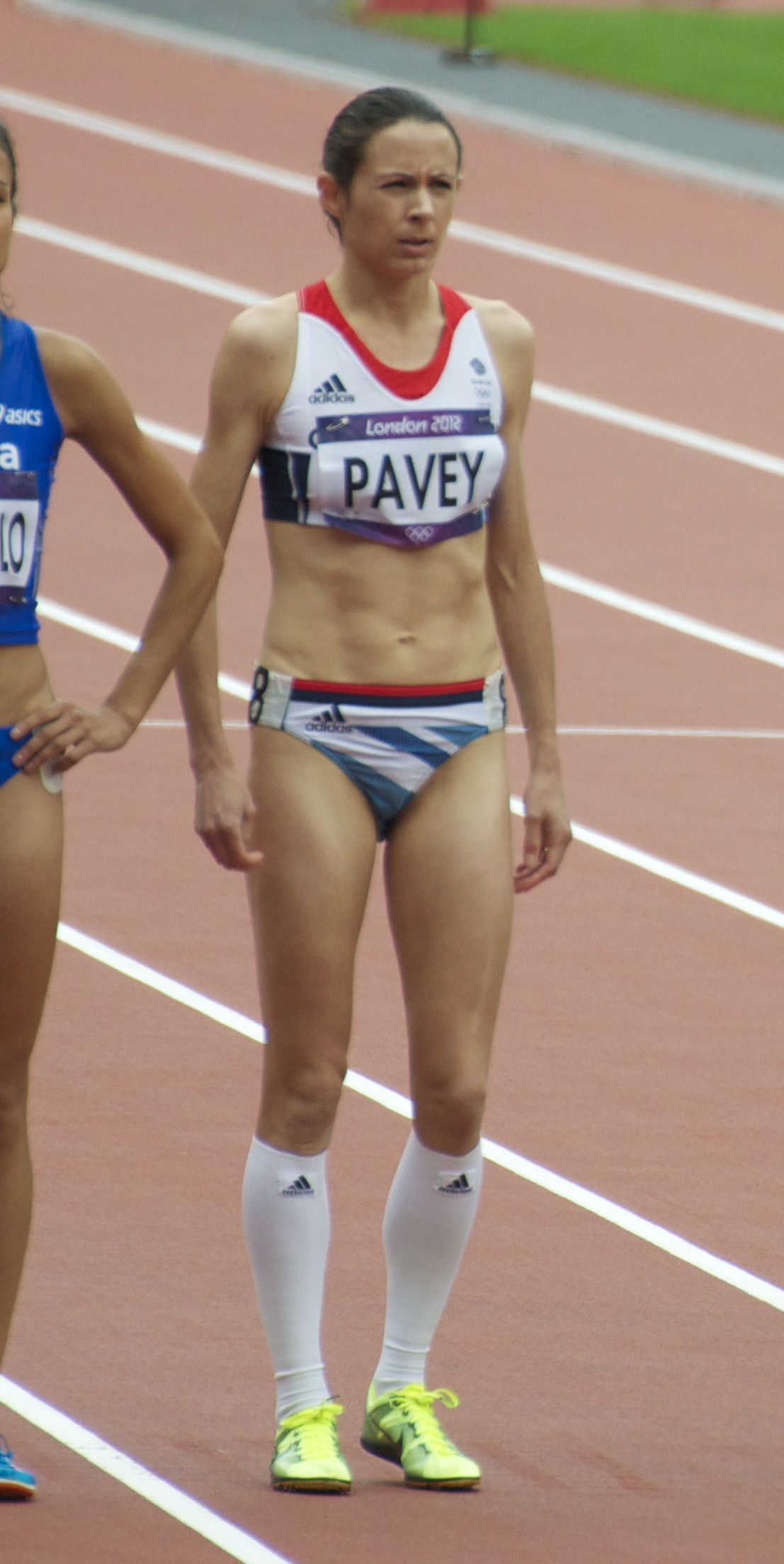
Rang zehn für Joanne Pavey